# Roland Baar
Pour les articles homonymes, voir Baar.
Roland Baar, né le 12 avril 1965 à Osterholz-Scharmbeck et mort le 23 juin 2018 à Velpke dans un accident de la route, est un rameur d'aviron allemand. 

## Carrière
Roland Baar participe aux Jeux olympiques de 1992 à Barcelone et remporte la médaille de bronze avec le huit allemand composé de Armin Eichholz, Detlef Kirchhoff, Manfred Klein, Bahne Rabe, Frank Richter, Hans Sennewald, Thorsten Streppelhoff et Ansgar Wessling. Lors des Jeux olympiques de 1996 à Atlanta, il remporte la médaille d'argent toujours avec le huit. Il est également quintuple champion du monde de huit (en 1989, 1990, 1991, 1993 et 1995).